# Ельжбета Кшесіньська
Ельжбета Марія Кшесіньська (до шлюбу — Дуньська, пол. Elżbieta Maria Krzesińska (Duńska); 11 листопада 1934, Млоціни — 29 грудня 2015, Варшава) — польська легкоатлетка, чемпіонка літніх Олімпійських ігор 1956 зі стрибків у довжину.

## Життєпис
Ельжбета Дуньська провела дитинство в Млоцінах, які нині є частиною Варшави, а після Другої світової війни разом із сім'єю (батьками і двома братами) оселилася в Ельблонгу. У місцевій школі вона часто прогулювала уроки фізкультури і лише наприкінці навчального року, щоб отримати відмінну оцінку в атестаті, на одному із занять вистрибнула далеко за лінію, яку намалював учитель. Таким випадковим способом проявився спортивний талант Ельжбети.
Після закінчення школи вступила до медичної академії в Гданську, яку закінчила 1963 року, отримавши спеціальність лікаря-стоматолога. Спортивна кар'єра Ельжбети Дуньської починалася в гданському клубі «Спуйня». 1952 року вона вперше стала чемпіонкою Польщі зі стрибків у довжину й увійшла до складу збірної для участі в Олімпійських іграх у Гельсінках.
У той час Ельжбета мала дуже довге світле волосся, заплетене в косу, і ця особливість несподівано стала причиною невдалого виступу на першій в її житті Олімпіаді в Гельсінках. 17-річна дебютантка збірної Польщі виконала далекий стрибок, але в момент приземлення сильно нахилила голову назад — так, що коса теж торкнулася піску. Після тривалих нарад і вимірювань судді визначили результат, який дозволив Ельжбеті посісти лише 12-те місце.
1955 року спортсменка одружилася з легкоатлетом Анджеєм Кшесіньським. 20 серпня 1956 року, за 3 місяці до старту Олімпійських ігор, Ельжбета Кшесіньська на змаганнях у Будапешті встановила новий світовий рекорд зі стрибків у довжину — 6,35 м. Це досягнення їй вдалося повторити й на самих Іграх в Мельбурні. 27 листопада завоювала золоту медаль за значної переваги над суперницями: найкраща спроба американки Віллі Вайт, яка посіла 2-ге місце, становила 6,09 м. Золото Кшесіньської виявилося єдиною найвищою нагородою Польщі на Олімпіаді в Мельбурні. На батьківщині її визнали найкращим спортсменом 1956 року за підсумками традиційного референдуму, що його провело видання «Przegląd Sportowy».
На третій у своїй кар'єрі Олімпіаді, 1960 року в Римі, Кшесіньська завоювала срібну нагороду у стрибках в довжину попри те, що влітку 1960 року на тренуванні травмувала ногу і за два тижні до Олімпіади перенесла операцію, а також попри те, що виступати їй довелося в позиченому в товаришів по команді чоловічому взутті, бо свою пару вона забула на біговій доріжці за день до змагань. Результат Кшесиньської (6,27) виявився на 10 сантиметрів гіршим, ніж у переможниці — радянської спортсменки Віри Крепкіної, що встановила новий олімпійський рекорд.
Завоювала також дві медалі на чемпіонатах Європи: бронзу 1954 року й срібло 1962-го. Вона є 10-разовою чемпіонкою Польщі з різних легкоатлетичних дисциплін: стрибків в довжину (1952, 1953, 1954, 1957, 1959, 1962, 1963), бігу на 80 м з бар'єрами (1957) й п'ятиборства (1953, 1962).
1968 року закінчила заочні курси тренерів у Познані. Після 1981 року працювала тренером у США, у 2000 році повернулася до Варшави.
Померла після тривалої хвороби 29 грудня 2015 року.

## Медалі
| Рік                     | Змагання         | Місто    | Місце | Результат | Примітки            |
| ----------------------- | ---------------- | -------- | ----- | --------- | ------------------- |
| Стрибки в довжину       |                  |          |       |           |                     |
| 1954                    | Чемпіонат Європи | Берн     | 3-тє  | 5,83      |                     |
| 1956                    | Олімпійські ігри | Мельбурн | 1-ше  | 6,35      | Олімпійський рекорд |
| 1959                    | Універсіада      | Турин    | 1-ше  | 5,94      |                     |
| 1960                    | Олімпійські ігри | Рим      | 2-ге  | 6,27      |                     |
| 1962                    | Чемпіонат Європи | Белград  | 2-ге  | 6,22      |                     |
| Біг на 80 м з бар'єрами |                  |          |       |           |                     |
| 1959                    | Універсіада      | Турин    | 3-тє  | 11,5      |                     |

## Рекорди
| Стрибки в довжину |                   |          |                 |
| 6,35              | 20 серпня 1956    | Будапешт | Світовий рекорд |
| 6,35              | 27 листопада 1956 | Мельбурн | =               |

## Нагороди і звання
- Заслужений майстер спорту Польщі (1962).
- Нагороджена Офіцерським хрестом ордену Відродження Польщі.